# Comuna Rudersdal
Rudersdal (Rudersdal Kommune) este o comună din regiunea Hovedstaden, Danemarca, cu o suprafață totală de 73,36 km².